# Nagyberki
Nagyberki is een plaats (község) en gemeente in het Hongaarse comitaat Somogy. Nagyberki telt 1551 inwoners (2001).

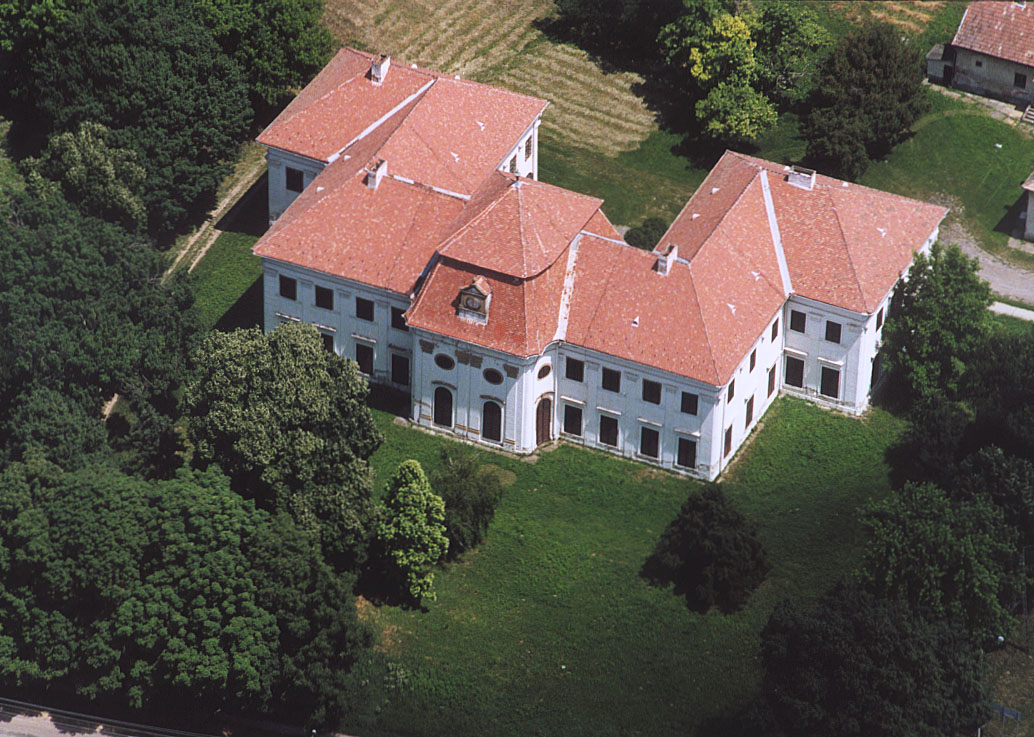
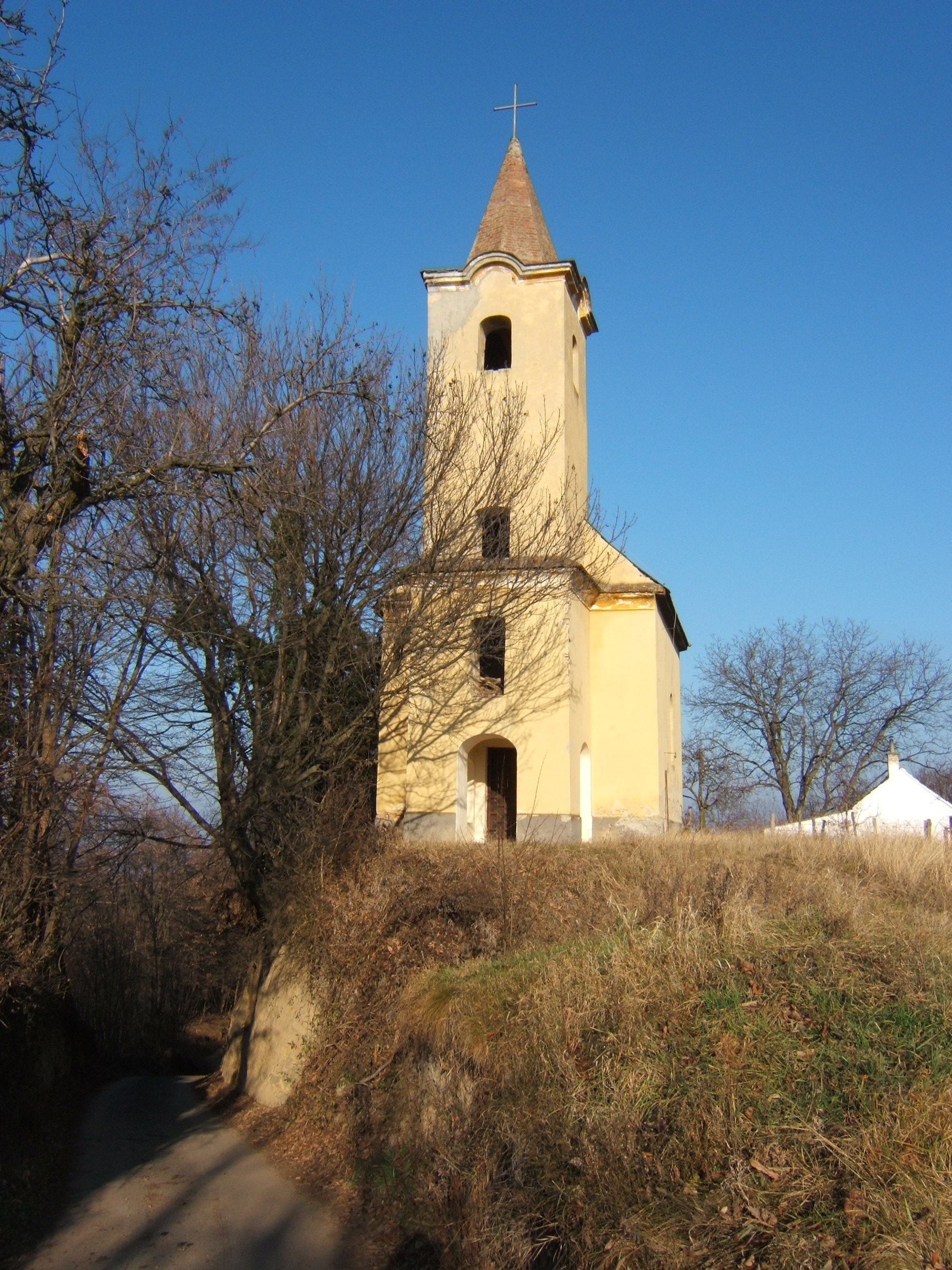